# Ghetto di Słonim
Il ghetto di Słonim (in polacco getto w Słonimiu; in bielorusso Слонімскае гета?; in tedesco Ghetto von Slonim; in yiddish סלאָנים‎?) fu istituito nel 1941 dalle SS a Slonim, nella Polonia occupata dalla Germania nazista, durante la seconda guerra mondiale. Słonim fu occupata dalla Wehrmacht alla fine di giugno 1941, nelle prime fasi dell'Operazione Barbarossa. Vi furono prontamente applicate misure antiebraiche e il 12 luglio fu istituito un ghetto, recintato con filo spinato. Le uccisioni degli ebrei iniziarono con i massacri avvenuti tra luglio e novembre. Dopo ogni massacro, i nazisti procedevano ai saccheggi. Fu istituito uno Judenrat per pagare un ingente riscatto: dopo aver versato 2 milioni di rubli in oro, i suoi membri furono giustiziati. Nel marzo 1942, i ghetti delle aree circostanti furono confluiti nel ghetto di Słonim.
Il 29 giugno 1942, il ghetto fu teatro di una rivolta armata, in cui furono uccisi cinque tedeschi; la reazione nazista portò all'uccisione di un numero di ebrei stimato tra 8 000 e 55 000 persone (secondo le cifre fornite dai nazisti stessi). Ad agosto il ghetto era quasi completamente svuotato e furono eliminate le ultime centinaia di residenti. Alcuni ebrei trovarono rifugio in una vicina chiesa cattolica, ma furono traditi dalle autorità locali collaborazioniste. I nazisti fecero irruzione nella chiesa, uccidendo il sacerdote e due suore, in seguito beatificati. Słonim fu riconquistata dalle forze sovietiche nel 1944. Secondo la Encyclopedia of the Holocaust, nel ghetto morirono circa 22 000 persone.

## Contesto storico

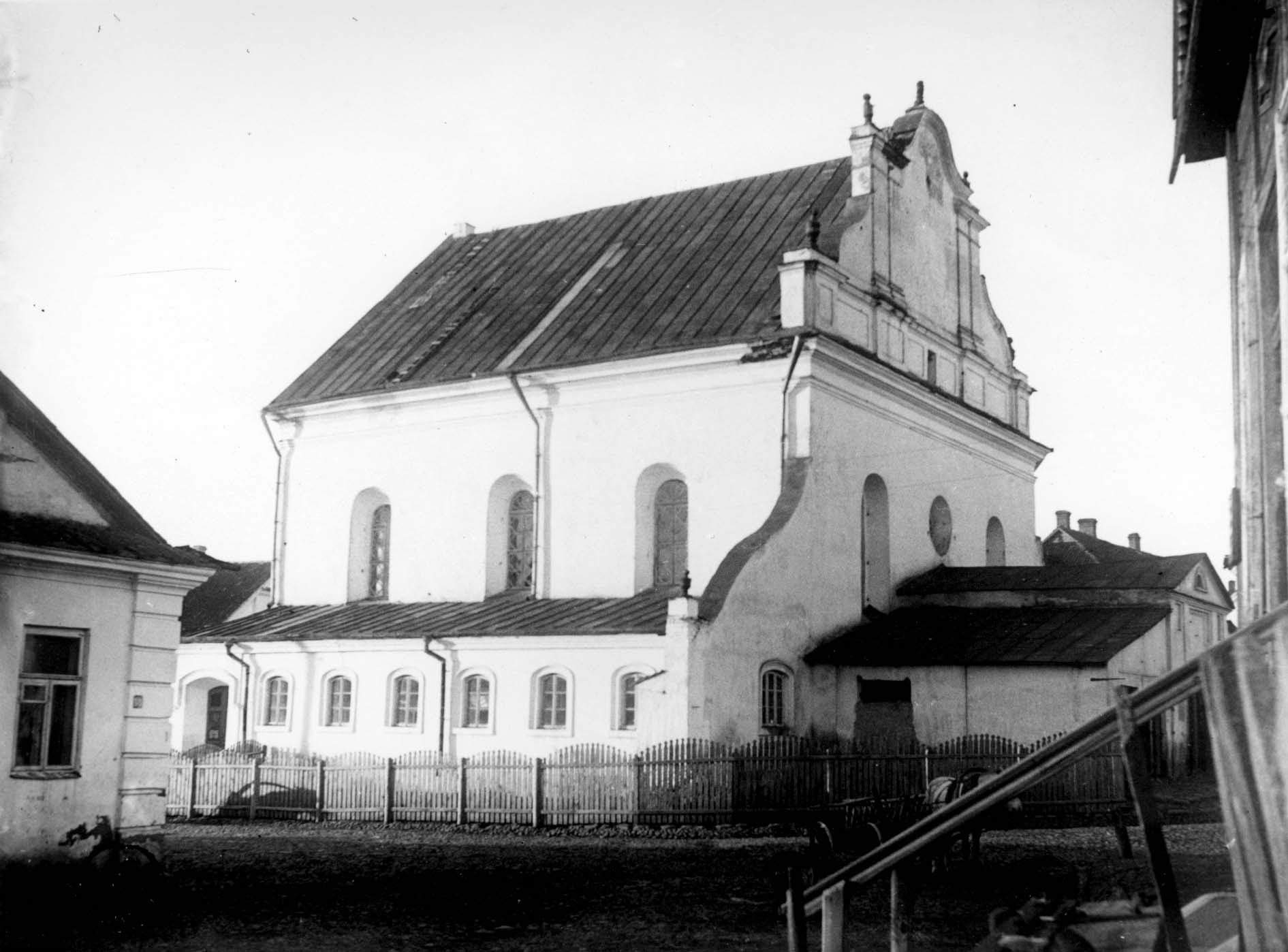
La Grande Sinagoga di Slonim nel 1930.

Dopo la fondazione della Seconda Repubblica Polacca alla fine della Prima guerra mondiale, il censimento polacco del 1921 registrò 6 917 ebrei residenti nella città. Secondo il censimento polacco del 1931, la popolazione ebraica era aumentata a 8 605 persone, rappresentando il 64% della popolazione totale di 16 251 abitanti, che includeva 4 899 cattolici. Słonim ospitava 10 nuove scuole ebraiche, incluso un liceo yiddish.
Durante l'invasione della Polonia nel settembre 1939, Słonim fu occupata dall'Armata Rossa. Słonim divenne una destinazione per i rifugiati ebrei polacchi che fuggivano dai territori della Polonia occidentale controllati dai tedeschi. Le condizioni di vita divennero estremamente difficili. Mentre i conteggi locali stimavano circa 2 000 rifugiati nell'autunno del 1939, tale numero salì a 15 216 solo un anno dopo. Le oppressive condizioni imposte dal sistema sovietico resero impossibile trovare impiego alla maggior parte dei nuovi arrivati. Alcuni, in particolare i giovani che non avevano nulla da perdere, scelsero la via della collaborazione.

## Istituzione
Le forze tedesche entrarono in città tra il 24 e il 26 giugno 1941, tra bombardamenti e cannoneggiamenti. Furono immediatamente imposte misure antiebraiche per garantire l'isolamento. Centinaia di uomini furono radunati e condotti nello stadio comunale dove furono picchiati e uccisi durante gli interrogatori durati una settimana. Poco dopo, il Gebietskommissar Gerhard Erren, comandante tedesco di Słonim nominato in agosto, ordinò la creazione dello Judenrat composto da undici membri, per eseguire i suoi ordini. Il presidente dello Judenrat, Wolf Berman, ottantenne ex direttore di banca, fu costretto a raccogliere un riscatto di 2 milioni di rubli in oro. La somma finì in mani private e l'intero consiglio ebraico fu giustiziato. Altri membri di spicco della comunità temevano di unirsi allo Judenrat per non condividere il loro destino. Il nuovo consiglio fu incaricato di organizzare e fornire manodopera forzata. Fu creata anche la polizia ebraica del ghetto, con 30 uomini in uniforme.
A partire dal 12 luglio 1941, agli ebrei di Słonim fu ordinato di indossare la stella di David sui propri indumenti esterni. Tutti gli ebrei che vivevano nel centro della città furono sfrattati e trasferiti oltre il ponte sul fiume Szczara in un ghetto di nuova costruzione nel quartiere di Na Wyspie (letteralmente "Sull'isola"), circondato da filo spinato e controllato da guardie poste ad entrambi i cancelli. Nel frattempo, il 14 novembre 1941 fu giustiziato un secondo gruppo di membri dello Judenrat, come i loro predecessori. Dopo ogni massacro, gli autori dei crimini iniziavano immediatamente ad appropriarsi dei beni lasciati. In un'occasione, l'Oberleutnant Glück inviò un vagone merci pieno di oggetti di valore appartenenti agli ebrei nella sua città natale di Rosenheim sotto scorta armata, in particolare pellicce e oggetti realizzati con metalli preziosi. Stanislaw Chrzanowski, poliziotto ausiliario bielorusso, fu coinvolto negli eventi del ghetto di Slonim e successivamente divenne una spia dello MI6 nel dopoguerra e sarebbe morto nel 2017 in Inghilterra.

### Atrocità naziste

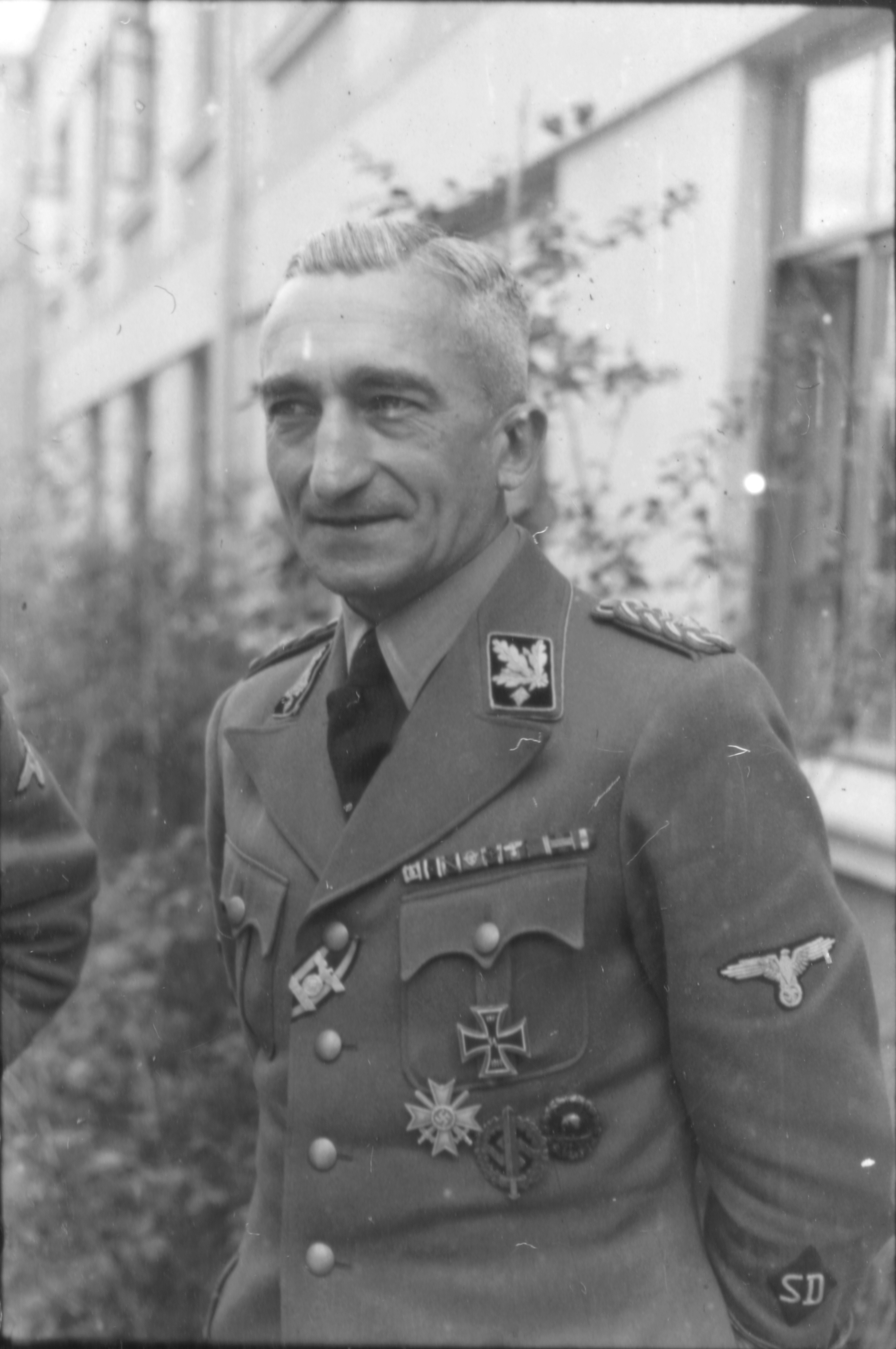
Arthur Nebe, comandante delle Einsatzgruppe B.

Il primo sterminio su larga scala ebbe luogo il 17 luglio 1941, non appena l'Einsatzkommando 8 sotto il comando di Otto Badfisch, arrivò in città insieme al battaglione dell'Ordnungspolizei di stanza a Minsk. Poco prima del massacro, furono preparate delle fosse comuni alla periferia del vicino villaggio di Pietrolewicze. Furono radunati nella piazza circa 2 000 ebrei e 1 075 di loro, o 1 200 secondo le stime polacche, furono caricati sui camion, per non fare più ritorno. Il ruolo della Polizia Ausiliaria Bielorussa fu cruciale poiché solo loro conoscevano l'identità degli ebrei. Successivamente fu ordinato il censimento della popolazione ebraica e fu effettuata la selezione degli artigiani e dei lavoratori qualificati. Ai lavoratori fu rilasciata la Kennkarte e furono trasferiti; nell'ottobre 1941 fu istituita per loro una zona speciale del ghetto nel quartiere Na Wyspie: alcuni speravano che la conoscenza del tedesco unita alle competenze professionali li avrebbe salvati dalla morte sul lungo termine, mentre altri ebrei furono deportati dagli insediamenti vicini. Nel marzo 1942 furono liquidati i ghetti improvvisati limitrofi di Iwacewicze, Dereczyn, Gołynka, Byteń e Kosów. Tutti i detenuti furono condotti a piedi nel ghetto di Słonim per esservi sterminati.
Il secondo massacro degli ebrei da parte dell'Einsatzgruppe B ebbe luogo cinque mesi dopo, il 14 novembre 1941. Nel secondo rastrellamento, il ghetto fu isolato e 9 000 persone furono trasportate con camion al villaggio di Czepielów, a 7 km di distanza, dove furono fucilate in fosse comuni. Gli ebrei del ghetto erano consapevoli del massacro perché alcuni prigionieri erano riusciti a fuggire. Nel corso dell'operazione, la Schutzmannschaft-Einzeldienst bielorussa (formata da Maximilian von Schenckendorff) costrinse gli ebrei a lasciare le loro case e li condusse a Czepielów sotto scorta armata. Presero anche parte alle fucilazioni insieme alle SS, aiutati dagli ausiliari lettoni e lituani. Dopo le uccisioni di massa, cercarono attivamente gli ebrei nascosti. Il 13 novembre 1941 all'interno del ghetto erano rimasti in vita solo 7 000 lavoratori qualificati, tutti costretti ai lavori forzati. Le testimonianze, scritte dai sopravvissuti ebrei polacchi, sono attualmente conservate presso il Jewish Historical Institute di Varsavia.

### La rivolta

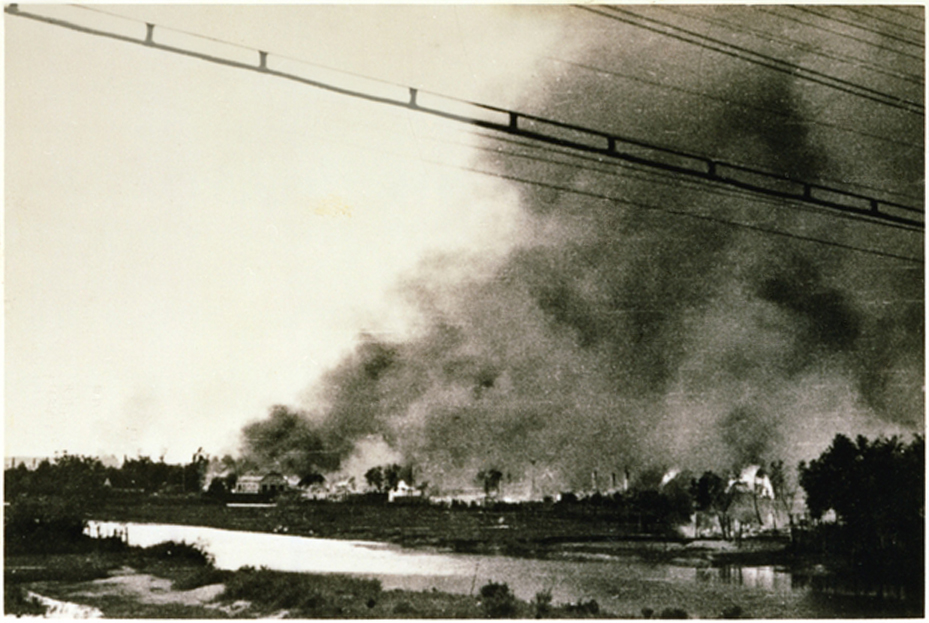
Il ghetto di Słonim in fiamme durante la rivolta ebraica del giugno 1942.

La mattina del 29 giugno 1942 gli ebrei tentarono una rivolta per difendersi da ulteriori deportazioni. Tutte le famiglie si rifugiarono nei bunker. Furono anche scavati dei tunnel che conducevano all'esterno del ghetto. I membri della resistenza, guidati da David Epshtein, spararono alle truppe in arrivo utilizzando armi da fuoco accumulate e riparate al Beutelager. Furono uccisi almeno cinque tedeschi e molti altri furono feriti; per rappresaglia i nazisti appiccarono il fuoco al ghetto; le SS distrussero anche l'ospedale ebraico con i pazienti ancora all'interno. Le azioni di sterminio che portarono alla completa distruzione del ghetto continuarono tra il 29 giugno e il 15 luglio 1942. Per due settimane, i fuggitivi furono braccati e trasportati in camion da Słonim ai campi di sterminio vicino al villaggio di Pietrolewicze dalle SS, dall'Orpo e dalla polizia bielorussa. La rivolta fu repressa con l'aiuto dei rinforzi in arrivo, tra cui la Schutzmannschaft lettone, lituana e ucraina. Il capo dell'Arbeitsamt ebraico, Gerszon Kvint, fu ucciso a bruciapelo da Rittmaier. Furono uccise tra le 8 000 (secondo Wilhelm Kube) e le 13 000 persone nelle loro case, per strada e nei campi di sterminio. Salvato dalle suore polacche in un convento cattolico a 62 miglia da Słonim, Oswald Rufeisen ricordò: «Non ho visto polacchi uccidere ebrei, anche se ho visto polacchi essere uccisi».
Le dimensioni del ghetto di Słonim furono notevolmente ridotte dopo quell'evento. Un mese dopo, il 31 luglio 1942, il Generalkommissar per la Weissruthenien Wilhelm Kube consegnò a Hinrich Lohse un rapporto che riassumeva l'azione di liquidazione del ghetto e le successive "cacce agli ebrei". Secondo lui, nelle dieci settimane precedenti erano stati sterminati circa 55 000 ebrei residenti nella regione.
La quarta e ultima azione di sterminio del ghetto ebbe luogo il 20 agosto 1942, durante la quale furono radunati e uccisi i restanti 700 uomini e 100 donne che svolgevano vari compiti (come la pulizia e le sepolture di massa). Il ghetto di Słonim cessò di esistere. Molti ebrei erano fuggiti nei boschi; 30 persone formarono un gruppo di combattimento ebraico autonomo chiamato Schtorrs 51 (Shchors) nelle vicinanze di Kosava, aiutati da Pavel Proniagin in sfida agli ordini sovietici. Altri erano rimasti nascosti nella zona ariana. Secondo la Encyclopedia of the Holocaust, a Słonim e dintorni furono uccisi 22 000 ebrei.

## Conseguenze
Quattro mesi dopo l'ultimo massacro nel ghetto, nella notte del 18 dicembre 1942, le forze naziste fecero irruzione nella chiesa cattolica e nel monastero delle Suore dei Poveri: erano in possesso di informazioni ricevute dal Consiglio centrale bielorusso collaborazionista riguardo ai cristiani polacchi che davano rifugio agli ebrei in fuga. Le famiglie ebree si nascondevano nelle soffitte, nelle stalle, nei magazzini e nelle serre. La mattina seguente, il sacerdote Adam Sztark e due suore che lo avevano aiutato a dare rifugio ai bambini ebrei, furono trasportati in camion a Pietrolewicze, alla periferia di Słonim, e giustiziati dai tedeschi.

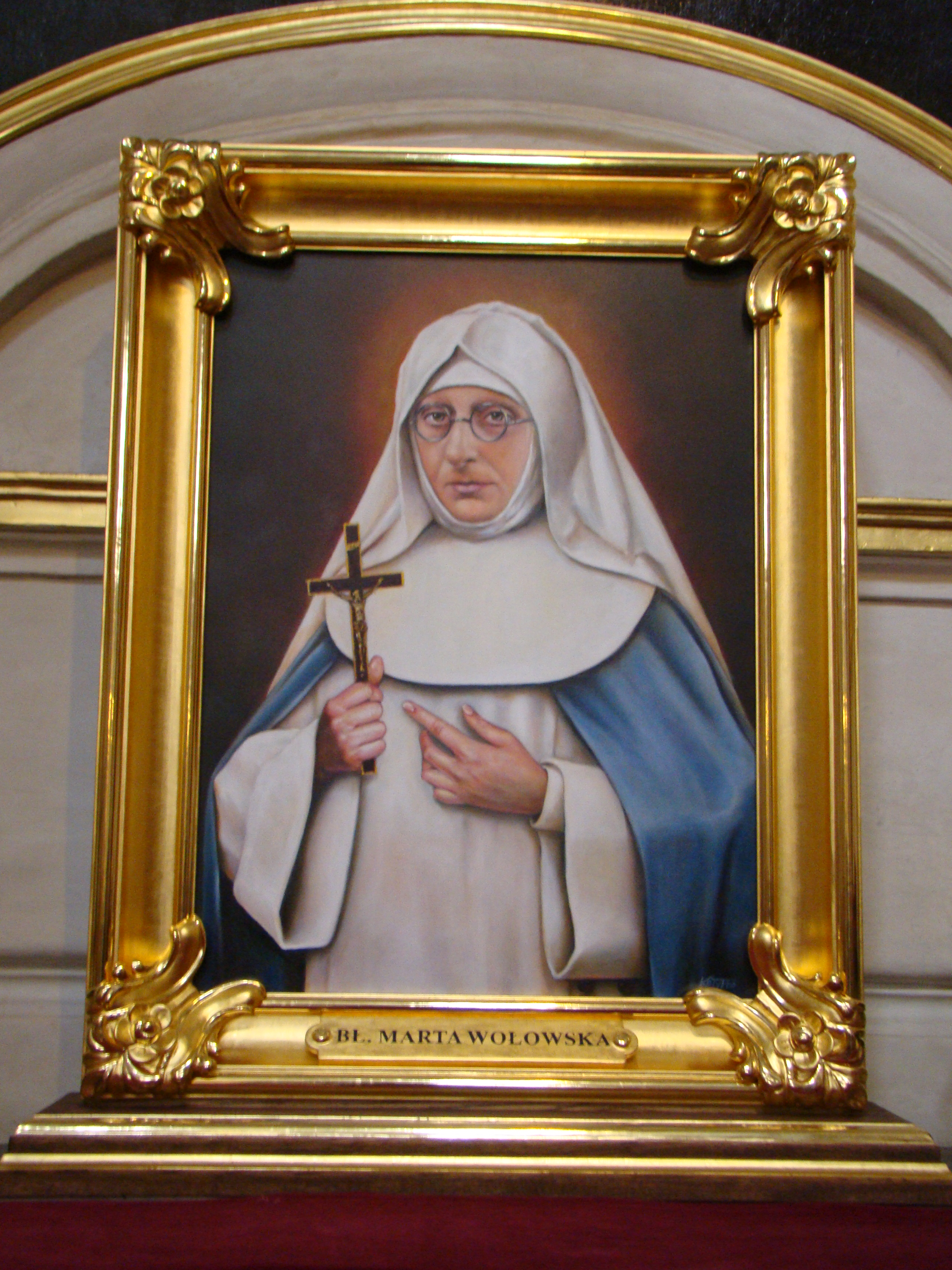
Beata Marta Wołowska di Słonim, assassinata per aver salvato degli ebrei.

L'Armata Rossa raggiunse Słonim a metà luglio 1944 durante l'operazione Bagration. Dopo la fine della guerra, i confini della Polonia furono ridisegnati secondo le richieste avanzate da Josef Stalin durante la Conferenza di Teheran e confermate (come non negoziabili) alla Conferenza di Yalta del 1945. Słonim fu quindi incorporata nella Repubblica Socialista Sovietica Bielorussa dell'Unione Sovietica. La popolazione polacca fu espulsa e reinsediata con la forza all'interno dei nuovi confini della Polonia prima della fine del 1946. La comunità ebraica non fu mai ricostituita. Dal 1991, Slonim è uno dei centri distrettuali della regione di Grodno in Bielorussia.

## Memoria
Tre delle vittime cristiane sono state beatificate da Papa Giovanni Paolo II il 13 giugno 1999 a Varsavia, tra i 108 martiri della seconda guerra mondiale. Due delle beate, Bogumiła Noiszewska e Maria Marta Kazimiera Wołowska, erano le suore polacche di Słonim giustiziate sulla collina di Górki Pantalowickie il 19 dicembre 1942 per aver aiutato e dato rifugio agli ebrei. Fu beatificato anche il sacerdote Adam Sztark, ucciso insieme alle due religiose. Nel 2001, Sztark è diventato il primo gesuita polacco a ricevere il titolo di Giusto tra le Nazioni: aveva consegnato cibo nel ghetto acquistato con donazioni in denaro, aveva rilasciato certificati falsi e dato rifugio a degli ebrei oltre ad aver invitato i suoi parrocchiani ad aiutare a salvare gli abitanti del ghetto.

### Approfondimenti
- Aron Dereczynski, Slonim, Poland. United States Holocaust Memorial Museum.
- The Jewish Currents, June 29: The Slonim Massacres Archiviato il 25 dicembre 2013 in Internet Archive.
- Eilat Gordin Levitan (Los Angeles), Jews of the Polish Słonim before the Holocaust with over a hundred family photographs. Database.
- Leonid Smilovitsky (2000), Jews and Poles Among Belorussian Partisans. Holocaust in Belorussia, 1941–1944. Diaspora Research Center of Tel Aviv University. Translated by Judith Springer.
- George Turlo, The Ghetto of Slonim. Transcription. University of South Florida Libraries Oral History Program.